# Omphaletis lucasii
Omphaletis lucasii là một loài bướm đêm trong họ Noctuidae.